# Argan

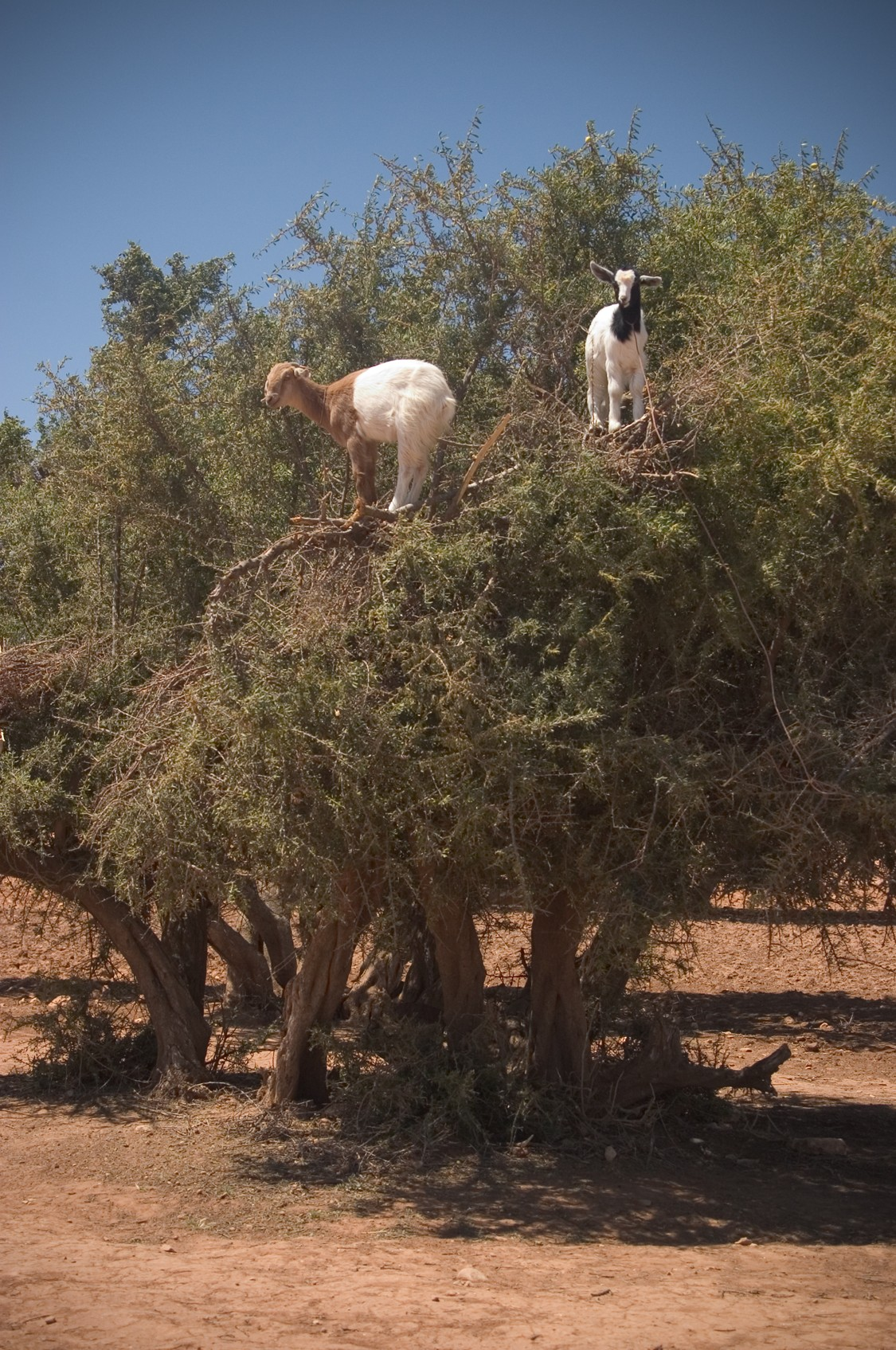
Capre cățărate în copacul de argan

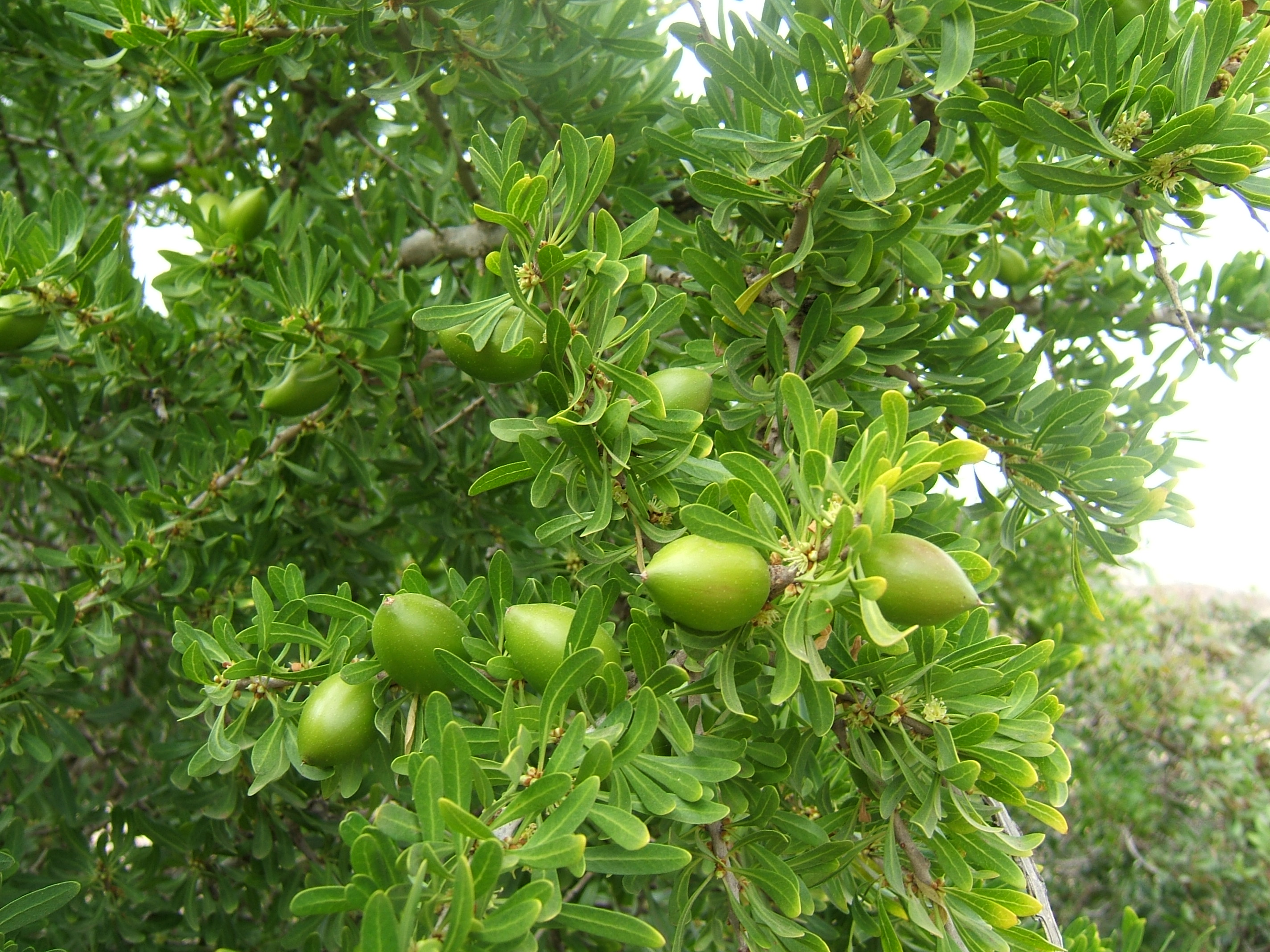
Copac argan, Maroc

Argan sau Aragan (Argania spinosa) este numele unui arbore endemic din Maroc, din care se extrage uleiul de argan. Arborele de argan se găsește în principal în sud-vestul țării între Agadir, Essaouira și Taroudant. Fructele arborelui și uleiul produs din semințele acestora sunt utilizate pe scară largă în bucătăria tradițională din această regiune. Fiind bogat în vitamina E și antioxidanți, este de asemenea folosit pentru proprietățile sale cosmetice. Zoubida Charrouf, profesor la Facultatea de Chimie a Universitatii Mohammed V din Rabat, a evaluat beneficiile arganului pentru piele, păr și chiar pentru sănătatea oamenilor, fiind primul specialist care, în 1996, a supus fructul de argan la mai multe evaluări stiințifice care au determinat valoarea naturală ridicată a uleiului.

## Cultivare

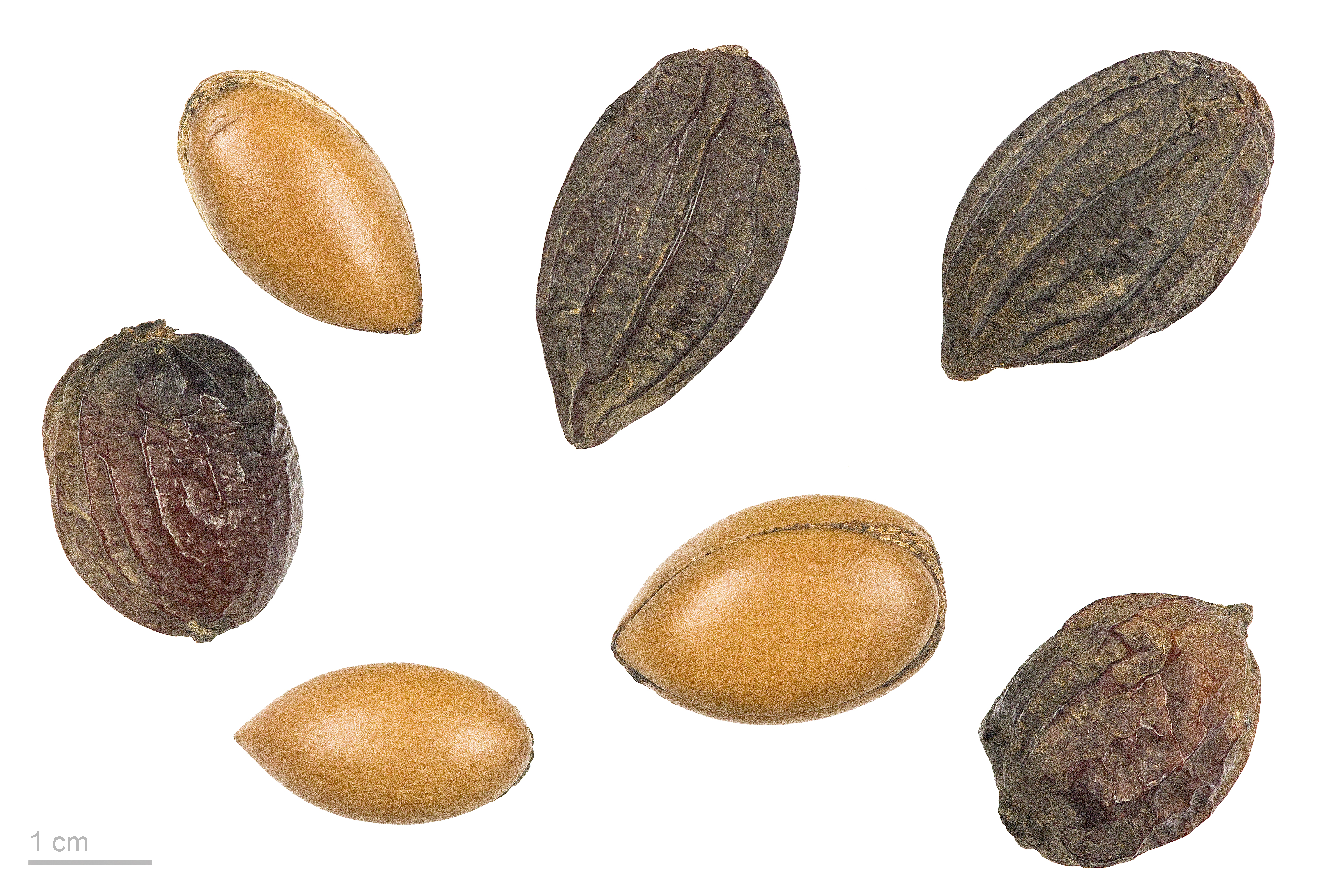
Argania spinosa

În Maroc, pădurile arganeraie acoperă acum 8.280 km2 (3.200 mi2) și sunt desemnate ca rezervație a biosferei UNESCO. Suprafața lor s-a redus cu aproximativ jumătate în ultimii 100 de ani, datorită cărbunelui, pășunatului și cultivării din ce în ce mai intens. Cea mai bună speranță pentru păstrarea copacilor ar putea fi dezvoltarea recentă a unei piețe de export prosperă pentru uleiul de argan ca produs de înaltă valoare. Cu toate acestea, bogăția adusă de exportul de ulei de argan a creat, de asemenea, amenințări pentru arbori de argan, sub formă de populație crescută de caprine. Locuitorii folosesc averea nou găsită pentru a cumpăra mai multe capre, iar caprele împiedică creșterea copacilor de argan urcând și mâncând frunzele și fructele.
Arganul este cultivat în Israel, în Arava, și Negev.

## Utilizare
În unele părți ale Marocului, arganul înlocuiește măslinul ca o sursă de nutreț, petrol, cherestea și combustibil în societatea Berber. În special lângă Essaouira, caprele frecvent stau cățărate în arborii de argan.

### Fructe
Fructele de argan cad în iulie, când sunt negre și uscate. Până când acest lucru se întâmplă, caprele sunt ținute departe de terenurile de argan de către gardieni. Drepturile de colectare a fructelor sunt controlate de legile și tradițiile satului. Resturile rămase sunt adunate după consumare și după ce caprele rumegătoare le scuipă. Semințele scuipate de capre constituie un mecanism neglijat de dispersare a semințelor.

### Ulei de argan
Uleiul de argan este produs de mai multe cooperative de femei în partea de sud-vest a Marocului. Cea mai intensă parte din extracția de ulei este îndepărtarea pulpei moi (folosită pentru hrana animalelor) și crăparea manuală, între două pietre, a piuliței. Semințele sunt apoi îndepărtate și prăjite ușor. Această prăjire reprezintă o parte din aroma distinctivă, de nuci.
Tehnica tradițională de extracție a uleiului este de a măcina semințele prăjite pentru a le lipi, cu puțină apă, într-un vas rotund de piatră. Pasta este apoi stoarse manual pentru a extrage uleiul. Pasta extrasă este încă bogată în ulei și este utilizată ca hrană pentru animale. Uleiul produs în acest mod poate fi depozitat și folosit timp de 3-6 luni și va fi produs după cum este necesar în familie, dintr-un depozit de sâmburi, care se va păstra timp de 20 de ani nedeschis.
Uleiul de argan este cel mai rar din lume, denumit „aurul Marocului”: pentru a se obține un litru de ulei, este necesară o cantitate de 30 kg de sâmburi de argan, ceea ce constituie producția a cca. 6 arbori de argan. În plus, este nevoie de aproximativ șase ani pentru a se obține prima recoltă de fructe de argan de la un arbore. Uleiul de argan are culoarea galben deschis și transparent, cu gust și miros parfumate subtil. Este extrem de bogat in  vitamina A,  E și F, foarte bogat in acizi grași mono și poli-nesaturați, acid linoleic și steroli, are proprietăți antioxidante mult peste medie. Este folosit în cosmetică în stare naturală sau în componența diferitor creme. 
Uleiul de argan conține:
- 44% acid oleic acid
- 30% acid alfa-linolenic
- 12% acid palmitic
- 6%  acid stearidonic
- 5%  acid linoleic
- 3%  acid miristic